# Kohn
Kohn ist ein deutscher Familienname, häufig auch jüdischer Familienname (hebräisch כֹּהֵן), der in verschiedenen Varianten bzw. Schreibweisen existiert.

## Herkunft und Bedeutung
Kohn (kōhēn) ist einerseits biblischer Herkunft. Dort bezeichnet es Angehörige einer Gruppierung mit priesterlichen Funktionen im Judentum (Kohanim). Sie werden als männliche Nachkommen Aarons und Zadoks angesehen.
Andererseits wird Kohn auch vom männlichen Vornamen Konrad beziehungsweise weiblichen Vornamen Kunigunde oder auch Ortsnamen abgeleitet.

## Varianten
- Cahen, Cahn, Coen, Cohn
- Cohen
- Kagan, Kaganowitsch
- Kahane, Kahn, Katz, Khan
- Kogan, Kohen, Kuhn, Kutz

## Namensträger

### A
- A. Eugene Kohn (1930–2023), US-amerikanischer Architekt
- Abby Kohn, US-amerikanische Drehbuchautorin und Regisseurin
- Adolf Kohn (1868–1953), österreichisch-tschechischer Maler
- Albert Kohn (1857–1926), deutscher Sozialhygieniker
- Alfred Kohn (1867–1959), tschechischer Mediziner
- Alfred Kohn, eigentlicher Name von Karl Alfredy (1877–1944/1945), deutscher Kapellmeister und Komponist
- Andreas Kohn (* 1964), deutscher Opernsänger (Bass)
- Angela Kohn, bekannt als Jacki-O (* 1975), US-amerikanische Rapperin
- Anne Kohn-Feuermann (1913–1994), sozialistische Widerstandskämpferin im österreichischen Ständestaat, später Sozialarbeiterin
- Antoine Kohn (1933–2012), luxemburgischer Fußballspieler und -trainer
- Arndt Kohn (* 1980), deutscher Politiker (SPD)

### B
- Barbara Kohn (* um 1962), deutsche Veterinärmedizinerin und Hochschullehrerin
- Bernd Kohn (* 1955), deutscher Musiker
- Bernhard Kohn (1829–1898), österreichischer Unternehmer

### C
- Carl Kohn (1815?–1895), US-amerikanischer Bankier und Geschäftsmann
- Charlotte Kohn (* 1948), österreichische Malerin und Publizistin
- Christopher Kohn (* 1984), deutscher Schauspieler
- Clara Kohn-Liebmann (1896–1994), österreichisch-chilenische Internistin und Kardiologin

### D
- David Kohn (1861–1922), österreichischer Maler und Kunstschriftsteller
- Dieter Kohn (* 1953), deutscher Mediziner

### E
- Edmund Kohn (1863–1929), österreichischer Philanthrop und Mediziner
- Eduardo Kohn (* 1968), Anthropologe und außerordentlicher Professor an der McGill University in Montreal
- Elisabeth Kohn (1902–1941), deutsche Rechtsanwältin und NS-Opfer
- Emanuel Kohn (1863–1942), deutscher Kunsthändler; Holocaust-Opfer
- Emil Kohn (1845–1906), deutscher Privatbankier
- Eric Kohn, US-amerikanischer Filmkritiker
- Ernst Kohn (1843–1920), deutscher Bankier, Numismatiker und Sammler
- Ernst Kohn-Bramstedt (1901–1978), deutsch-britischer Historiker und Soziologe
- Erwin Kohn (1911–1994), österreichischer Tischtennisspieler
- Eugen Kohn (1882–1911), deutscher Maler, Grafiker und Dichter, siehe hier Eugen von Kahler
- Eugene Kohn (Rabbiner) (1887–1977), US-amerikanischer Rabbiner, Autor und Herausgeber
- Eugene Kohn (Musiker) (* um 1950), US-amerikanischer Pianist und Dirigent

### F
- Felix Kohn (1864–1941), polnischer Ethnograph und Parteifunktionär, siehe Feliks Kon
- Felix Kohn (Künstler) (1922–2000), österreichisch-schweizerischer Maler und Bildhauer
- Ferdinand Israel Kohn (1886–1944), österreichischer Pianist, Schlagerkomponist und Kabarettmanager
- Franz Kohn (1857–1909), deutscher Unternehmer, Politiker und Mäzen
- Friedrich Kohn (Jurist) (1853–1930), deutscher Jurist und Politiker
- Friedrich Kohn, Geburtsname von Fritz Keller (Architekt) (1878–1938), österreichischer Architekt
- Friedrich Kohn (Kunsthändler) (1896–nach 1971), deutscher Kunsthändler
- Fritz Kohn, Geburtsname von Fritz Kerr (1892–1974), österreichischer Fußballspieler und -trainer
- Fritz Kohn (Fußballspieler, II), deutscher Fußballspieler
- Fritz Nathan Kohn, Geburtsname von Fritz Kortner (1892–1970), österreichischer Schauspieler und Regisseur

### G
- Gerhard Kohn (1928–1999), deutscher Nachrichtentechniker und Hochschullehrer
- Géza Kohn (1873–1941), Buchhändler und Verleger
- Gustav Kohn (Jurist) (1840–1915), österreichischer Jurist
- Gustav Kohn (Verwaltungsbeamter) (1848–1907), deutscher Verwaltungsbeamter
- Gustav Kohn (Mathematiker) (1859–1921), österreichischer Mathematiker

### H
- Hannah Kohn (* 2003), deutsche Volleyballspielerin
- Hans Kohn (Mediziner) (1866–1935), deutscher Mediziner
- Hans Kohn, ursprünglicher Name von Hans Kohnert (1887–1967), deutscher Unternehmer und Kammerfunktionär
- Hans Kohn (Historiker) (1891–1971), österreichisch-US-amerikanischer Philosoph und Historiker
- Hedwig Kohn (1887–1964), deutsche Physikerin
- Hein Kohn (1907–1979), deutsch-niederländischer Verleger, Literaturagent und Widerstandskämpfer
- Heinrich Kohn (Kaufmann) (1866–1933), deutscher Kaufmann
- Heinrich Kohn (Fabrikant) (1867–1945), deutscher Tuchfabrikant
- Heinrich Kohn (Fußballspieler), österreichischer Fußballspieler
- Heinrich Fritz Kohn, Geburtsname von Henri Kay Henrion (auch Frederick Henri Kay Henrion; 1914–1990), deutsch-britischer Grafiker
- Hermann Kohn (1882–nach 1942), österreichischer Kantor und Koch
- Hersch Kohn, eigentlicher Name von Hermann Leopoldi (1888–1959), österreichischer Komponist und Kabarettist und Klavierhumorist

### I
- Idy Kohn (vor 1928–nach 1938), österreichische Schwimmerin

### J
- Jacob Kohn (1791–1868), österreichischer Möbelfabrikant, siehe Jacob & Josef Kohn
- John Kohn (1925–2002), US-amerikanischer Drehbuchautor und Filmproduzent
- Josef Kohn (auch Joseph Kohn; 1803–1850), deutscher Schriftsteller, siehe Friedrich Nork
- Josef Kohn (1814–1884), österreichischer Möbelfabrikant, siehe Jacob & Josef Kohn
- Joseph Kohn (1932–2023), US-amerikanischer Mathematiker
- Joseph Kohn-Zedek (1827–1903), österreichisch-galizischer Rabbiner und Autor, tätig in Krakau, Frankfurt und London
- Joseph Berkowitz Kohn (1841–1905), polnischer Kaufmann, Lehrer und Politiker

### K
- Karl Kohn (Architekt) (1894–1979), tschechischer Architekt und Maler
- Karl Kohn (Komponist) (1926–2024), US-amerikanischer Komponist, Pianist und Musikpädagoge
- Karl-Christian Kohn (1928–2006), deutscher Sänger (Bass)
- Karl Ferdinand Kohn, eigentlicher Name von Karl Ferdinand Konradin (1833–1884), österreichischer Komponist
- Kurt Kohn (* 1944), deutscher Linguist

### L
- Ladislav Kohn (* 1975), tschechischer Eishockeyspieler
- Leopold Kohn (1860–1933), österreichischer Violinist und Pianist
- Livia Kohn (* 1956), deutschamerikanische Religionswissenschaftlerin
- Ljudevit „Lujo“ Kohn (1862–1926), kroatisch-amerikanischer Bratschist, Geiger und Musikpädagoge, siehe Louis Svećenski

### M
- Maier Kohn (1802–1875), deutscher Musikwissenschaftler und Lehrer
- Margaret Kohn (Pianistin) (* 1928), US-amerikanische Pianistin und Musikpädagogin
- Margaret Kohn (Politikwissenschaftlerin) (* 1970), US-amerikanische Politikwissenschaftlerin
- Marie Luise Kohn, Geburtsname von Maria Luiko (1904–1941), deutsche Malerin
- Martha Kohn, Geburtsname von Martha Brach (1899–1990), deutsche Politikerin (CDU)
- Marx Michael Kohn (1826–1888), deutscher Rabbiner
- Max Kohn (* 1954), Luxemburger Maler und Bildhauer
- Melvin L. Kohn (1928–2021), US-amerikanischer Soziologe
- Michael Kohn (1925–2018), Schweizer Ingenieur, Lobbyist und Unternehmer
- Mike Kohn (* 1972), US-amerikanischer Bobsportler
- Moritz Kohn (1837–1902), österreichischer Dermatologe, siehe Moriz Kaposi
- Moritz Kohn (Chemiker) (1878–1955), österreichischer Chemiker und Hochschullehrer
- Moritz Kohn (Schriftsteller), österreichischer Schriftsteller

### O
- Otto Kohn (Architekt) (1877–1965), österreichisch-tschechischer Architekt und Möbeldesigner
- Otto Kohn (Leichtathlet) (1907–1992), deutscher Langstreckenläufer

### P
- Paul Kohn (1930–2014), österreichisch-israelischer Journalist und Geschäftsmann
- Pavel Kohn (1929–2017), Jüdischer Schriftsteller
- Peter Kohn (* 1955), australischer Schriftsteller
- Pinchas Kohn (1867–1941), deutscher Rabbiner

### R
- Rachel Kohn (* 1962), deutsche Bildhauerin
- Ralph Kohn (1927–2016), britischer Pharmakologe, Unternehmer, Mäzen und Sänger
- Renate Kohn (Tischtennisspielerin) (* 1935), deutsche Tischtennisspielerin
- Renate Kohn (Schauspielerin) (* 1947), deutsche Schauspielerin
- Renate Kohn (Historikerin) (* um 1961), österreichische Historikerin und Kunsthistorikerin
- René Kohn (1933–1989), luxemburgischer Schwimmer
- Richard Kohn, Geburtsname von Richard Gorter (1875–1943), deutscher Schauspieler und Theaterregisseur
- Richard Kohn (1888–1963), österreichischer Fußballspieler und -trainer
- Richard H. Kohn (* 1940), US-amerikanischer Militärhistoriker
- Robert D. Kohn (1870–1953), US-amerikanischer Architekt
- Robert V. Kohn (* 1953), US-amerikanischer Mathematiker
- Roland Kohn (* 1950), deutscher Publizist und Politiker (FDP/DVP)
- Rudolf Kohn (Fotograf) (1900–nach 1942), tschechischer Fotograf
- Rudolf Kohn (Maler) (* 1971), US-amerikanischer Maler und Bildhauer
- Rut Kohn (* 1937), tschechisch-deutsche Bildende Künstlerin

### S
- Salomon Kohn (Rabbiner) (1739–1819), deutscher Oberrabbiner
- Salomon Kohn (Schriftsteller) (1825–1904), österreichischer Schriftsteller
- Salomon Kohn (Verleger) (1873–1944), österreichischer Verleger
- Samuel Kohn (Bankier) (1783–1853), US-amerikanischer Bankier und Immobilienmakler
- Samuel Kohn (Theologe) (auch Sámuel Kohn; 1841–1920), ungarischer Theologe und Historiker
- Sigismund Kohn-Speyer (auch Sigismund Kohnspeyer; 1830–1895), deutscher Kaufmann und Bankier
- Simon Kohn (* 2004), deutscher Volleyballspieler
- Sonja Kohn (* 1948), österreichische Bankerin
- Stefan Kohn (* 1965), deutscher Fußballspieler
- Stephan Kohn (* 1962), deutscher Oberregierungsrat

### T
- Theodor Kohn (1845–1915), österreichischer Theologe und Geistlicher, Erzbischof von Olmütz
- Thomas D. Kohn (* 1968), US-amerikanischer Klassischer Philologe und Hochschullehrer
- Thorsten Kohn (* 1966), deutscher Fußballspieler

### U
- Ulrich Kohn (1937–2024), deutscher Fußballspieler

### V
- Vera Kohn (1912–2012), österreichisch-tschechoslowakisch-ecuadorianische Schauspielerin, Psychologin und Therapeutin

### W
- Walter Kohn (1923–2016), österreichisch-US-amerikanischer Physiker und Chemiker
- Walter S. G. Kohn (1923–1998), deutsch-US-amerikanischer Politikwissenschaftler
- Werner Kohn (1940–2022), deutscher Fotograf, Mundartautor und Regisseur
- Wilhelm Kohn (Politiker) (1815–1877), deutscher Politiker, Stadtschultheiß von Schwäbisch Gmünd
- Wilhelm Kohn (Mediziner) (1831–1882), polnischer Mediziner
- Wilhelm Kohn (Komponist) (1852–1933), deutscher Musiker und Komponist
- Wolfgang Kohn (* 1963), deutscher Volkswirt, Wirtschaftsmathematiker und Hochschullehrer